# Paul Anspach
Paul Anspach (født 1. april 1882, død 28. august 1981) var en belgisk jødisk fægter, som deltog i fire olympiske lege i før og efter første verdenskrig.

## Karriere

### Aktiv fægtekarriere
Anspach deltog første gang ved OL i 1908 i London, hvor han stillede op i kårde og sabel. I den individuelle kårdekonkurrence blev han nummer to i sin indledende pulje, hvorpå han vandt sin pulje i runde to. Han vandt ligeledes sin semifinalepulje, men i finalen vandt han blot to af sine syv matcher og blev dermed delt nummer fem. I holdkonkurrencen i kårde vandt han tre af sine fire matcher i kvartfinalen mod Sverige og var dermed med til at sikre sejren på 11-6. I semifinalen mod Italien vandt han alle sine fire matcher, men belgierne tabte dog knebent 9-8. De kom derpå til at møde Storbritannien, der havde tabt guldkampen, om andenpladsen. Igen blev det til et knebent nederlag på 8-9 til belgierne, der dermed vandt bronze i konkurrencen. I sabel blev han slået ud af turneringen i anden runde.
Ved OL 1912 i Stockholm deltog han i fleuret og kårde. I fleuret nåede han til semifinalen, hvor han fik en delt tredjeplads, hvilket ikke rakte til finaledeltagelse. Bedre gik det i kårde, hvor han i den individuelle konkurrence vandt sin indledende pulje og puljen i kvartfinalen. I semifinalen delte han sejren i sin pulje med en brite, men i finalen vandt han seks ud af syv matcher, hvilket gav ham guldmedaljen foran Ivan Osiier fra Danmark, der fik sølv, og landsmanden Philippe Le Hardy de Beaulieu på bronzepladsen. I holdkonkurrencen såvel som i den individuelle kårdekonkurrence, udnyttede belgierne, at franskmændene og italienerne ikke stillede op. Belgierne vandt i indledende runde over Rusland, og skønt de tabte i semifinalepuljen til Sverige, var sejre over Tyskland og Grækenland nok til at sende dem i finalen. Her fik de revanche mod Sverige og vandt desuden over Storbritannien, der fik sølv, og Holland, der fik bronze, hvilket sikrede belgierne guldet.
Ved første OL efter krigen i 1920 i Antwerpen stillede Anspach kun op i holdkonkurrencen i kårde, og belgierne indledte med at vinde deres pulje i indledende runde. I finalen tabte de dog til Italien, der vandt guld, men da belgierne vandt deres øvrige kampe, vandt de sølv, mens Frankrig vandt bronze.
Han var sidste gang med til OL i Paris i 1924, hvor han stillede op i kårde individuelt og for hold. I den individuelle konkurrence gik han videre fra den indledende pulje med en femteplads og fra kvartfinalen med en delt tredjeplads. En fjerdeplads i semifinalen gav ham adgang til finalen, hvor han med blot fire sejre ud af elleve endte på en delt niendeplads. I holdkampen vandt belgierne deres indledende pulje, hvorpå de blev toer efter italienerne i semifinalen. I finalerunden fik de revanche mod italienerne, men tabte til Frankrig, der vandt guld. Belgierne fik dermed igen sølv, mens italieneren vandt bronze.
Paul Anspachs fætter, Henri Anspach, var også fægter og med til at vinde holdguldet ved OL 1912.

### Anden karriere
Paul Anspach var også engageret i fægtning på det organisatoriske plan. Han var således medlem af komiteen for fægtning ved OL 1920 (samtidig med at han var aktiv deltager). Han havde været med til at stifte Fédération Internationale d'Escrime (det internationale fægteforbund) i 1913, og han var kasserer her frem til 1920. I 1932 blev han valgt som præsident for FIE, en position han indtog frem til 1948 (dog afbrudt af anden verdenskrig 1939-1946).
Han modtog en række priser for sin indsats inden for sporten, heriblandt den Olympiske Orden i sølv. Han skulle have været med til IOC's kongres i 1981 som 99-årig, men døde få uger inden.
I sit civile liv var han advokat.